# Trafostation Augustusweg (Radebeul)
Die Trafostation Augustusweg steht an einem Platzdreieck, dem Platanenplatz, an der Kreuzung Augustusweg/Nizzastraße, im Stadtteil Serkowitz der sächsischen Stadt Radebeul. Das unter Denkmalschutz stehende Bauwerk mit hohem Walmdach stammt aus den Jahren um 1950; bereits zu DDR-Zeiten, seit 1979, galt es als Denkmal der Architektur in Radebeul.

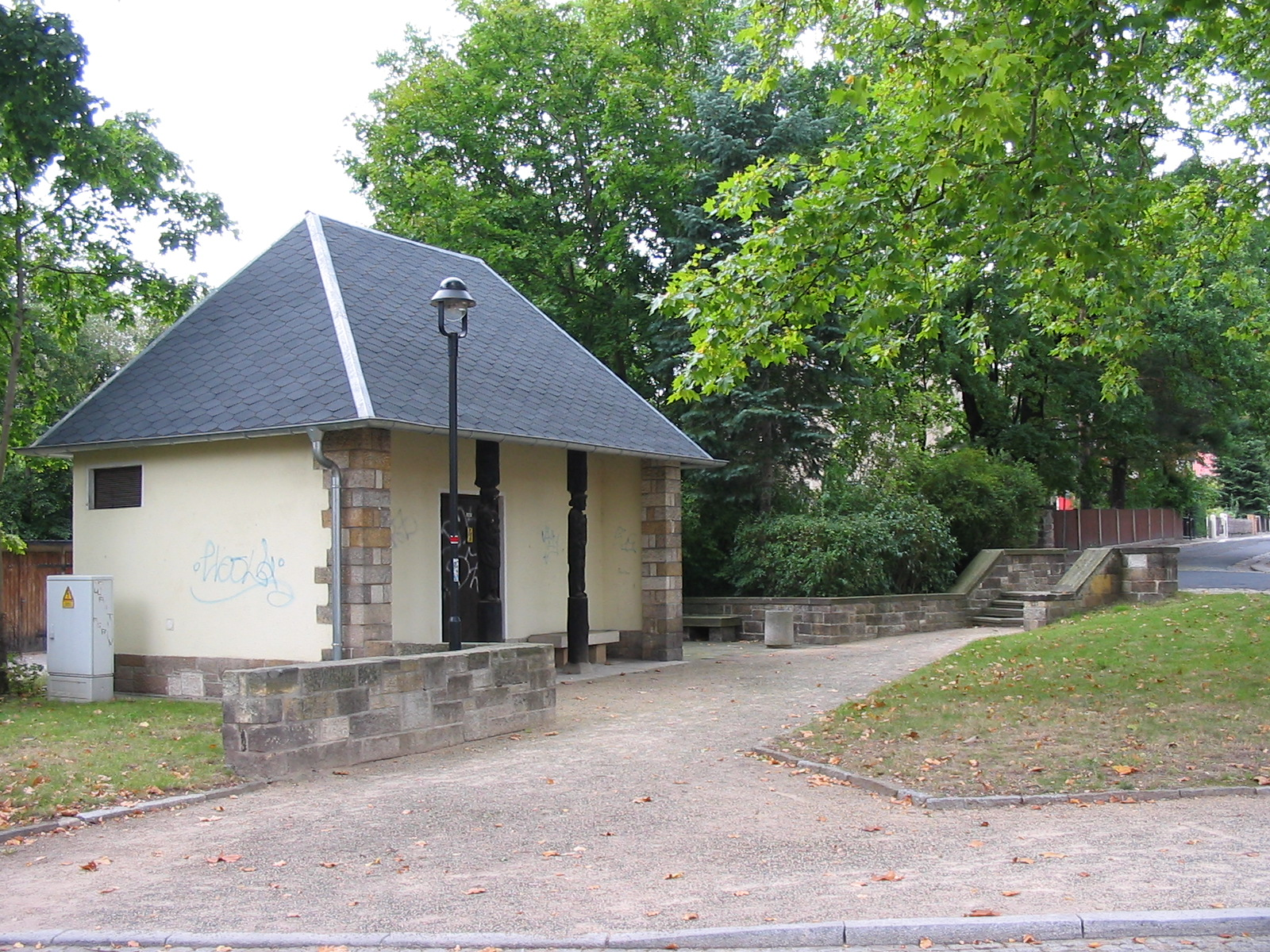
Trafostation Augustusweg

Zwei hölzerne Stützsäulen mit den Figuren eines Winzers und einer Gärtnerin von dem Bildhauer Reinhold Langner (1905–1957) stehen in der Eingangsnische.

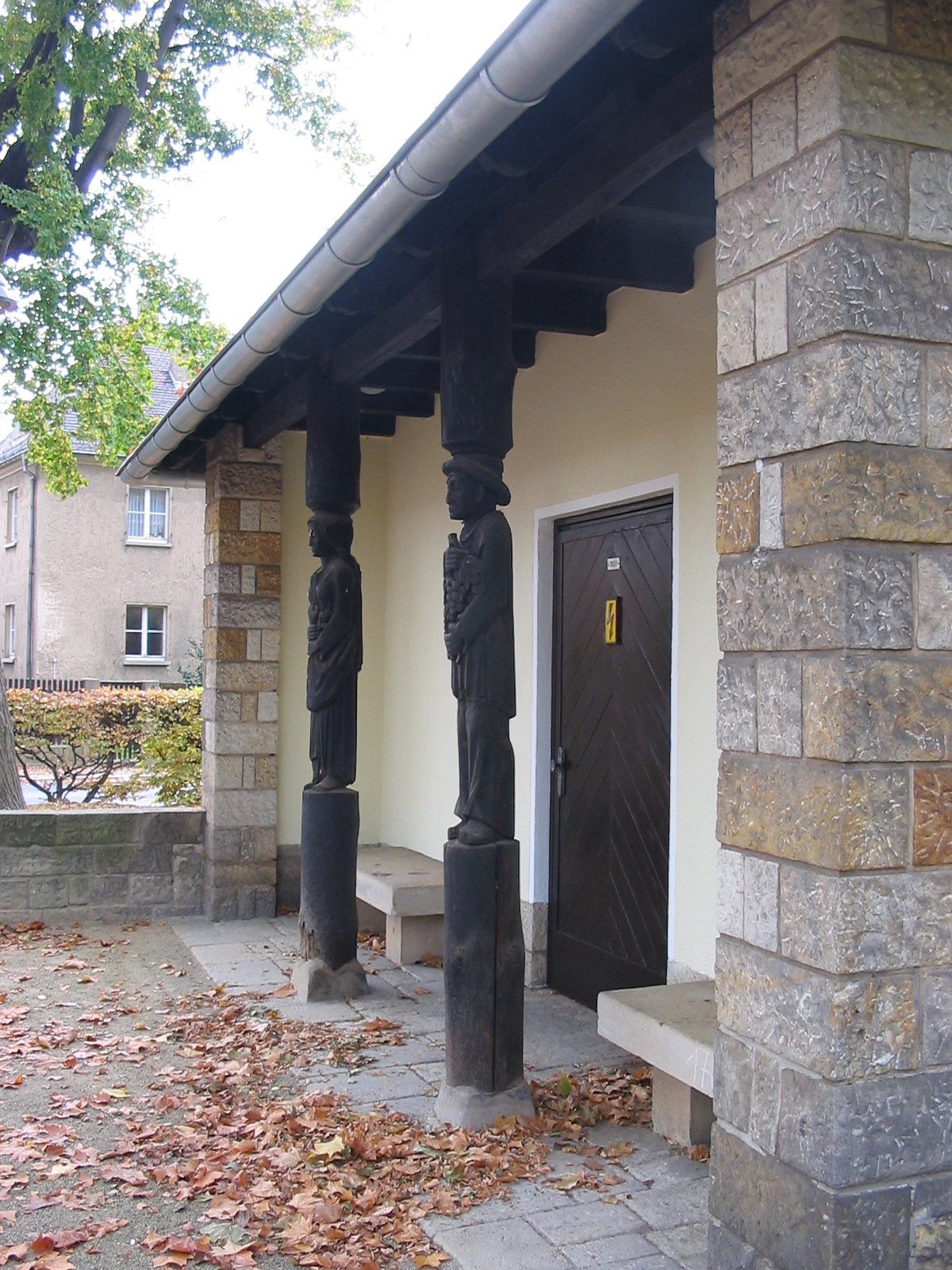
Sitznische mit Figuren
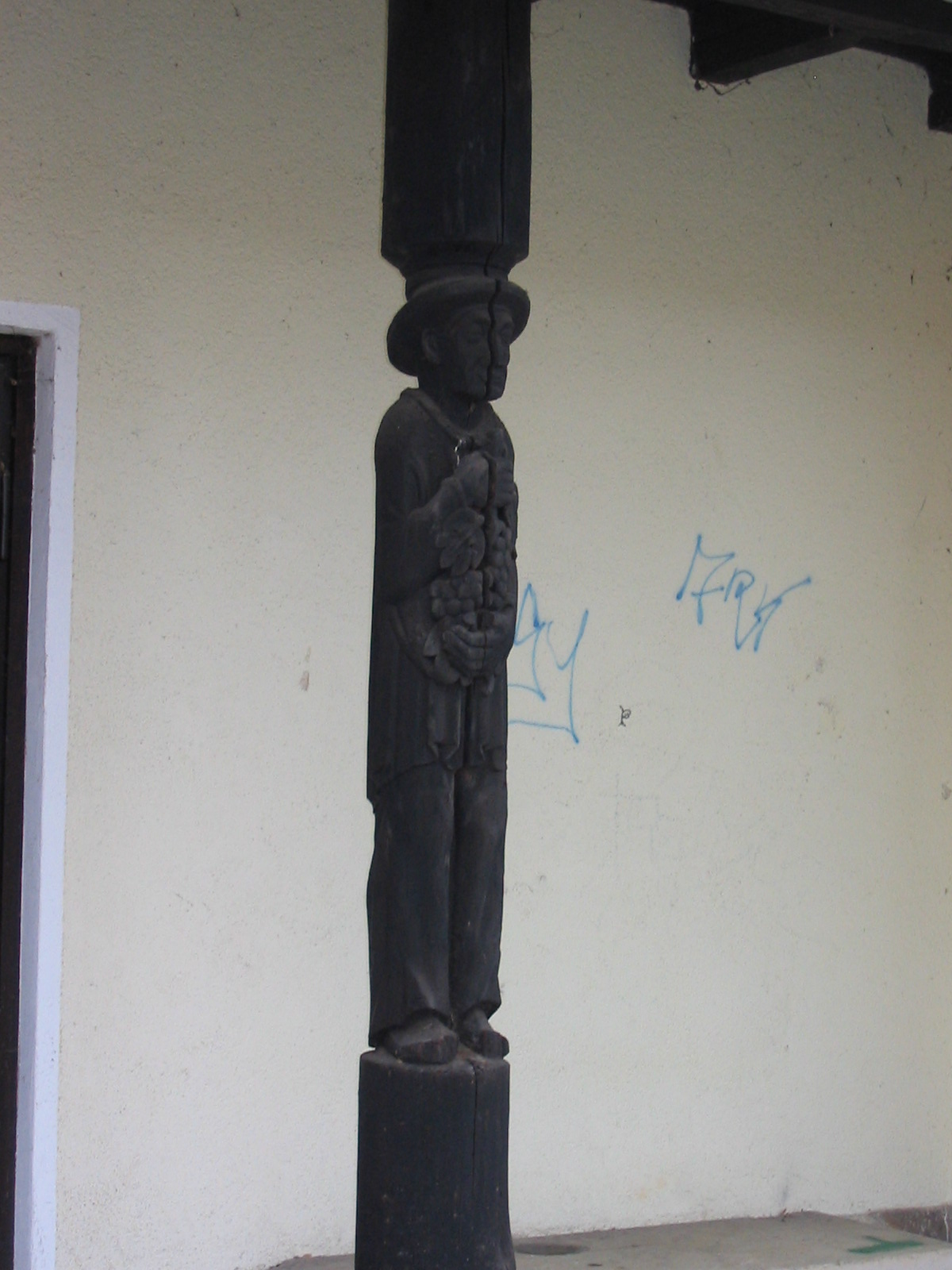
Winzer
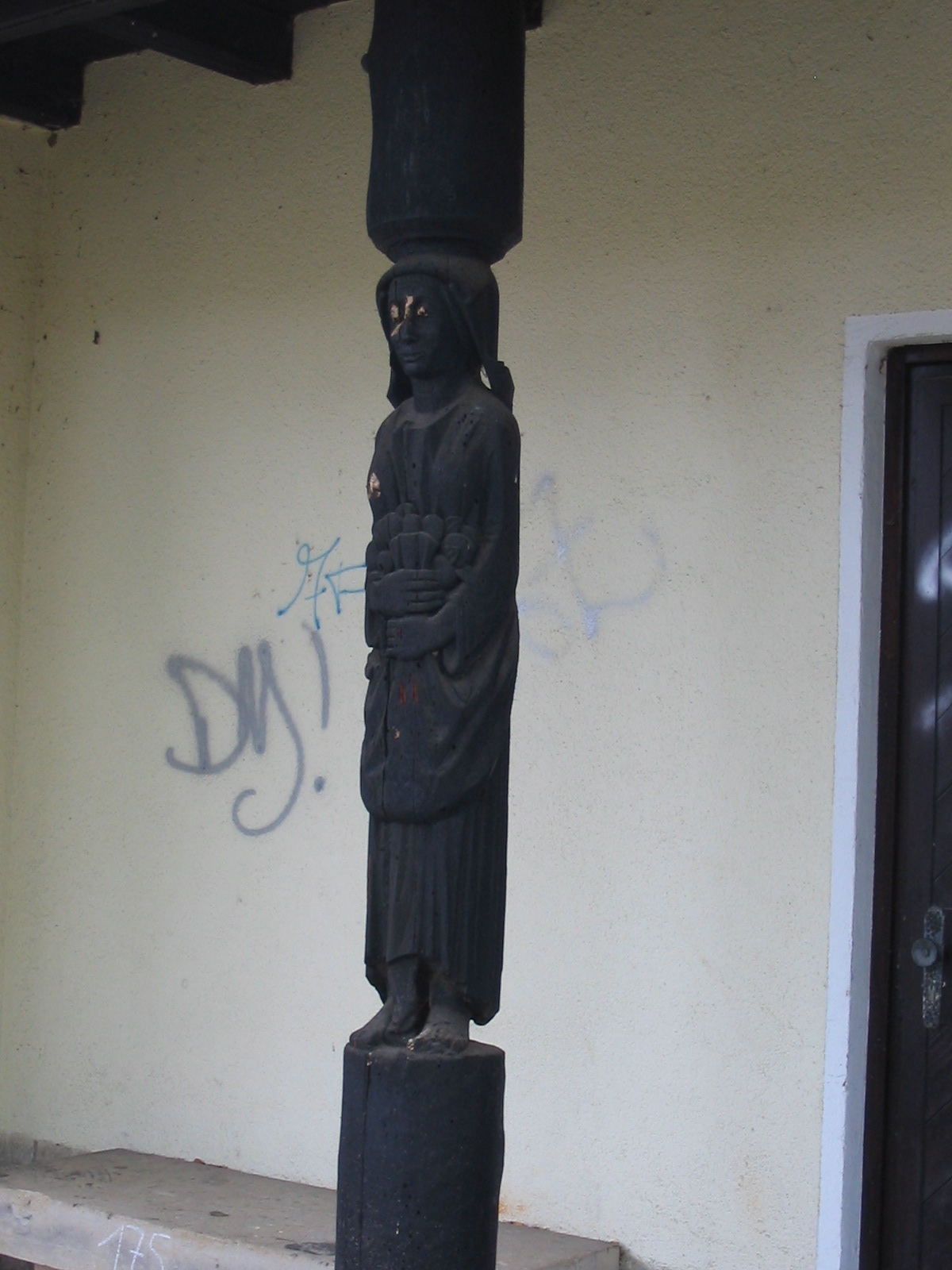
Gärtnerin